# Барлогу (Валча)
Барлогу (рум. Bârlogu) насеље је у Румунији у округу Валча у општини Стоенешти. Oпштина се налази на надморској висини од 338 m.

## Становништво
Према подацима из 2002. године у насељу је живело 417 становника, од којих су сви румунске националности.